# زنگو
زنگو یکی از فرماندهان نظامی ایرانی در زمان حکومت شاهنشاه خسرو پرویز ساسانی (حک. ۵۹۰–۶۲۸) بود.